# Cancer Letters
Cancer Letters is een internationaal, aan collegiale toetsing onderworpen wetenschappelijk tijdschrift op het gebied van de oncologie. De naam wordt in literatuurverwijzingen meestal afgekort tot Canc. Lett. Het wordt uitgegeven door Elsevier en verschijnt 28 keer per jaar. Het eerste nummer verscheen in 1975.